# Nulté číslo
Nulté číslo (italsky Numero zero) je sedmý (a poslední) román italského spisovatele a filosofa Umberta Eca. Román vyšel v italštině v roce 2015 v nakladatelství Bompiani; česky v překladu Anežky Charvátové ve stejném roce v nakladatelství Argo.
Román z redakčního prostředí má dvě hlavní témata: vliv komerčních médií na obraz světa a konspirační teorie. Oběma se Eco věnoval už v předchozích dílech.

## Obsah
Děj se odehrává v Miláně mezi 6. dubnem a 11. červnem 1992. Hlavní postavou je Dr. Colonna, druhořadý spisovatel na prahu padesátky, kterého ředitel nových novin Simei pozve ke spolupráci. List Zítřek, který na objednávku komtura Vimercateho mají vydávat „do zdi“ (odtud tedy název Nulté číslo), však nikdy nemá opustit redakci; pravděpodobně slouží k zastrašení vydavatelových nepřátel. Colonna má ještě paralelní úlohu, o které vydavatel patrně neví, totiž psát knižní reportáž o vzniku Zítřka s akcentem na kvality Simeiho.
Eco v ich-formě popisuje, jak se Colonna k práci dostal, jeho seznámení s ostatními členy redakce a hlavně pak společné porady, na kterých zejména Simei a Colonna školí ostatní redaktory v politicky korektním a vydavatele nepoškozujícím psaní. Satirický popis vzniku nového listu je prolnut příběhem postaveným na strachu z moci zákulisních skupin. Klíčovými postavami jsou v něm redaktoři Braggadocio a Maia Fresia.
Braggadocio je investigativní novinář, který se Colonnovi svěří se senzačními hypotézami, na kterých pracuje. Nad archivními materiály rozvíjí alternativní výklady konce fašismu v Itálii a popravu Benita Mussoliniho v dubnu 1945; jádrem sdělení je, že zatímco popraven byl dvojník, skutečný Mussolini unikl s pomocí Vatikánu do Jižní Ameriky. V propletených hypotézách figuruje Vatikánská banka, smrt papeže Jana XXIII. nebo hnutí Stay-behind. Zápletka vrcholí, když je Braggadocio za neobjasněných okolností zavražděn. Simei okamžitě opouští Milán s plánem na změnu identity; Colonna utíká z města též.
Maia Fresia je jedinou ženskou postavou románu a také jedinou, která má křestní jméno. Colonna ji pro její specifické myšlenkové pochody podezřívá z autismu; to však nebrání tomu, aby s ní – jako s jedinou kolegyní – navázal důvěrnější (a posléze i intimní) vztah. V závěru příběhu, kdy Colonna prchá z milánského bytu před domnělou, blíže nespecifikovanou skupinou usilující o jeho život, má Maia zásadní vliv na Colonnovo uvažování o celém případu.